# Амебијаза
Амебијаза (лат. amoebiasis) је врста протозоалне инфекције која може бити акутна или хронична, а јавља се у виду запаљења слузнице дебелог црева или других ванцревних манифестација. Узрочник болести је дизентерична амеба (лат. Entamoeba hystolitica), који се јавља у виду вегетативне и цистичне форме. За човека је патогена вегетативна форма овог паразита. Најтежи облик болести је тзв. амебна дизентерија.
Око 90% заражених особа нема никакве симптоме, али болест има потенцијал да постане изразито опасна. Према проценама Светске здравствене организације од амебијазе годишње оболи око 40-50 милиона људи широм света, а између 70.000 и 100.000 случајева се заврши смртним исходом.

## Историја
Федор Александревич Лош је 1875. године у Петрограду пронашао амебу у крваво-слузавом садржају столице човека умрлог од дизентерије и назвао ју је Amoeba coli, али није уочио њено патогено деловање. Тек каснијим испитивањима је утврђено да је овај микроорганизам узрочник једног облика дизентерије и карактеристичних јетрених апсцеса. Разлику између ове амебе и непатогене Entamoeba coli уочио је Шаудин 1903. године и назвао ју је Entamoeba histolytica, истичући тиме њену способност деструкције ткива.
У прошлости се највећи број оболелих јављао у тропским и суптропским крајевима и у земљама са лошим хигијенским стандардима. Ратови и велике сеобе људи распространили су је по целом свету. Данас се амебијаза јавља и у крајевима са умереном климом, али у знатно блажем облику.

## Етиологија
Узрочник амебијазе, Entamoeba histolytica, се јавља у три облика: вегетативни облик или трофозоит (који се креће помоћу псеудоподија), прелазни облик и тзв. отпорни облик или циста. Циста хистолитичне амебе је обавијена чврстом мембраном која је штити од различитих неповољних утицаја, тако да се дуго може одржати у спољашњој средини и она заправо најчешће преноси болест. Вегетативни и прелазни облик могу бити узрок инфекције, али само при директном контакту.
Извор заразе је оболео човек (тзв. амебоноша), а паразит се избацује преко столице, гноја и других телесних излучевина. Механизам заразе је феко-орални, а болесник уноси цисту амебе преко прљавих руку, контаминиране воде, контаминираног воћа и поврћа итд. Претпоставља се да су за патоген учинак потребни, не само амеба у једном од својих облика, већ и други неповољни еколошки, термички, атмосферски и други узроци или неко додатно цревно обољење које прати оштећење слузокоже. Током неких вирусних и бактеријских инфекција долази до смањене продукције слузи која има заштитну улогу у цревима, а познато је да исхрана сиромашна беланчевинама погодује појави болести и њених компликација.
Осетљивост према овим амебама је општа, а болест не оставља имунитет.
Путеви уноса и ширења заразе

## Клиничка слика
Цревна амебијаза се одликује инкубацијом која се креће од неколико дана до три и више месеци, просечно 2-4 недеље. Болест почиње акутно или са продромом (умерено повишена температура, главобоља, адинамија, бол у трбуху и др). Столице су кашасте са примесама слузи и крви, a њихов број се креће од 4-5 или више за 24 часа. Исте су количински мале при чему интимно измешане са примесама слузи и крви, а не у виду капи или жила као код бациларне дизентерије. Објективним прегледом болесника запажа се метеористични трбух који је надут и болно осетљив, а бол прати положај дебелог црева. Амебна дизентерија може да се и закомпликује са масивним цревним крварењем или перфорацијом дебелог црева. Некомпликована форма се завршава оздрављењем током 1-2 месеца. Међутим, често долази до хронификације која се одликује периодима акутизације и ремисије. Код мале деце болест протиче са повишеном температуром, повраћањем, дијарејом и знацима губитка течности и минерала.
Амебна дизентерија може да има акутни, хронични, лак, тежак и фулминантни облик. Фулминантни облик болести се среће код 5-10% хоспитализованих пацијената, а првенствено код трудница и жена у постпорођајном периоду. Код ове форме слузокожа дебелог црева је у 50% покривена улцерацијама (чиревима) па долази до перфорације са перитонитисом и паралитичким илеусом. Стање болести се прогресивно погоршава те за неколико дана долази до смртног исхода.
Ванцревне манифестације амебијазе настају као последица хематогене дисеминације паразита најчешће у јетри, плућима, мозгу и на кожи. Доспели паразит у јетри може да изазове акутни амебни хепатитис или амебни апсцес. Код амебног хепатитиса запажа се повишена телесна температура и болна осетљивост јетре.
Плеуропулмонална амебијаза се јавља као запаљење плућа, апсцес или гнојни плеуритис.
Амебијаза мозга се ретко јавља и понаша као и сваки други експанзивни процес на мозгу.

## Дијагноза
Дијагноза болести се поставља на основу епидемиолошких података (постојање сличног обољења из околине болесника, боравак у суптропским и тропским пределима), клиничке слике и лабораторијских и других испитивања. Лабораторијска дијагноза је првенствено усмерена на директну етиолошку потврду паразита из свеже столице или аспирата амебног апсцеса.

## Превенција и лечење
Превенција амебијазе се огледа у стварању повољних хигијенских услова живота и рада, одржавању личне хигијене, правилној исхрани и систематском лечењу свих оболелих како би се спречило даље ширење болести. Велику опасност представљају тзв. здраве цистоноше, које не показују знакове клиничких сметњи а у контакту су са храном.
Лечење се спроводи различитим лековима и дијетним режимом прехране, у зависности од стадијума и органолокализације амебијазе.

## Случајеви болести
Један од најдраматичнијих случајева амебијазе забележен је 1933. године на Светском сајму у Чикагу. Узрок је била контаминација воде за пиће отпадним водама из канализације. Том приликом забележено је око 1.000 оболелих, а 58 случајева се завршило смртним исходом. У периоду између маја и септембра 1998. године у Грузији је забележен 171 случај ове болести.